# Isole Vergini Britanniche ai Giochi della XXV Olimpiade
Le Isole Vergini Britanniche parteciparono ai Giochi della XXV Olimpiade, svoltisi a Barcellona, Spagna, dal 25 luglio al 9 agosto 1992, con una delegazione di 4 atleti impegnati in due discipline.